# Хартия 1814 года
Хартия 1814 года — конституция Франции, дарованная королём Людовиком XVIII после вступления на престол в результате реставрации Бурбонов.

## История
В 1814 году после отречения Наполеона во Франции было сформировано Временное правительство из 5 сенаторов. На престол был призван король Людовик XVIII, брат казнённого Людовика XVI. Новому монарху Сенат предложил проект новой Конституции, которая представляла собой общественный договор между нацией и королём. Однако Людовик XVIII отверг эту конституцию и в мае 1814 года объявил о восстановлении дореволюционной монархии, а 4 июня обнародовал собственный вариант конституции — королевскую Хартию, устанавливавшую в стране конституционную монархию.

## Содержание Хартии
Хартия была составлена из обращения короля и нескольких разделов, регулирующих основные положения государственного устройства.
Все французские граждане объявлены равными перед законом независимо от их званий и титулов. Хартия провозгласила свободу вероисповедания, однако римско-католическая церковь получила статус государственной религии. Свобода слова и печати допускалась, но в Хартии была специально оговорена возможность законодательного ограничения этой свободы в случае злоупотреблений. Все дореволюционные титулы восстанавливаются в силе; титулы, полученные после революции, также сохранены за своими обладателями.
Личность короля объявлена священной и неприкосновенной. Король является главой государства, верховным главнокомандующим вооружёнными силами и обладает всей полнотой исполнительной власти. Законодательная власть принадлежит королю и двухпалатному парламенту, состоящему из палаты пэров и палаты депутатов. Король обладает правом законодательной инициативы, издания и обнародования законов. Каждый закон должен быть принят большинством обеих палат для того, чтобы вступить в силу.
Палата пэров формируется королём без каких-либо ограничений: суммарное количество пэров может быть любым, титул пэра может стать пожизненным или наследственным. Принцы и члены королевской семьи являются пэрами по праву рождения. Минимальный возраст, необходимый для участия в заседаниях палаты, равен 25 годам, а право голоса даётся после достижения 30 лет. Все заседания палаты пэров являются секретными.
Палата депутатов избирается электоральными коллегиями в порядке, установленном законом. Срок полномочий каждого депутата — 5 лет, при этом электоральный цикл должен быть организован так, чтобы ежегодно переизбиралась 1/5 часть всей палаты. Для того, чтобы быть избранным в палату депутатов, необходимо достичь возраста 40 лет и платить не менее тысячи франков прямых налогов; для участия в выборах депутатов в качестве избирателя необходимо достичь возраста в 30 лет и платить не менее 300 франков прямых налогов. Заседания палаты являются открытыми, однако всякое заседание может быть объявлено секретным по запросу группы из не менее чем 5 депутатов.
Источником правосудия является король. Он обладает правом назначать пожизненных судей, а также правом помилования. Все положения действующего Гражданского кодекса, не противоречащие Хартии, остаются в силе.